# Пшеничная (гора)
Пшеничная — гора в Свердловской области России, в северо-западных окрестностях Екатеринбурга, возле посёлка Северка. Гора стоит возле озера Песчаного. Скалы на вершине горы Пшеничной являются геоморфологическим и ботаническим памятником природы. 

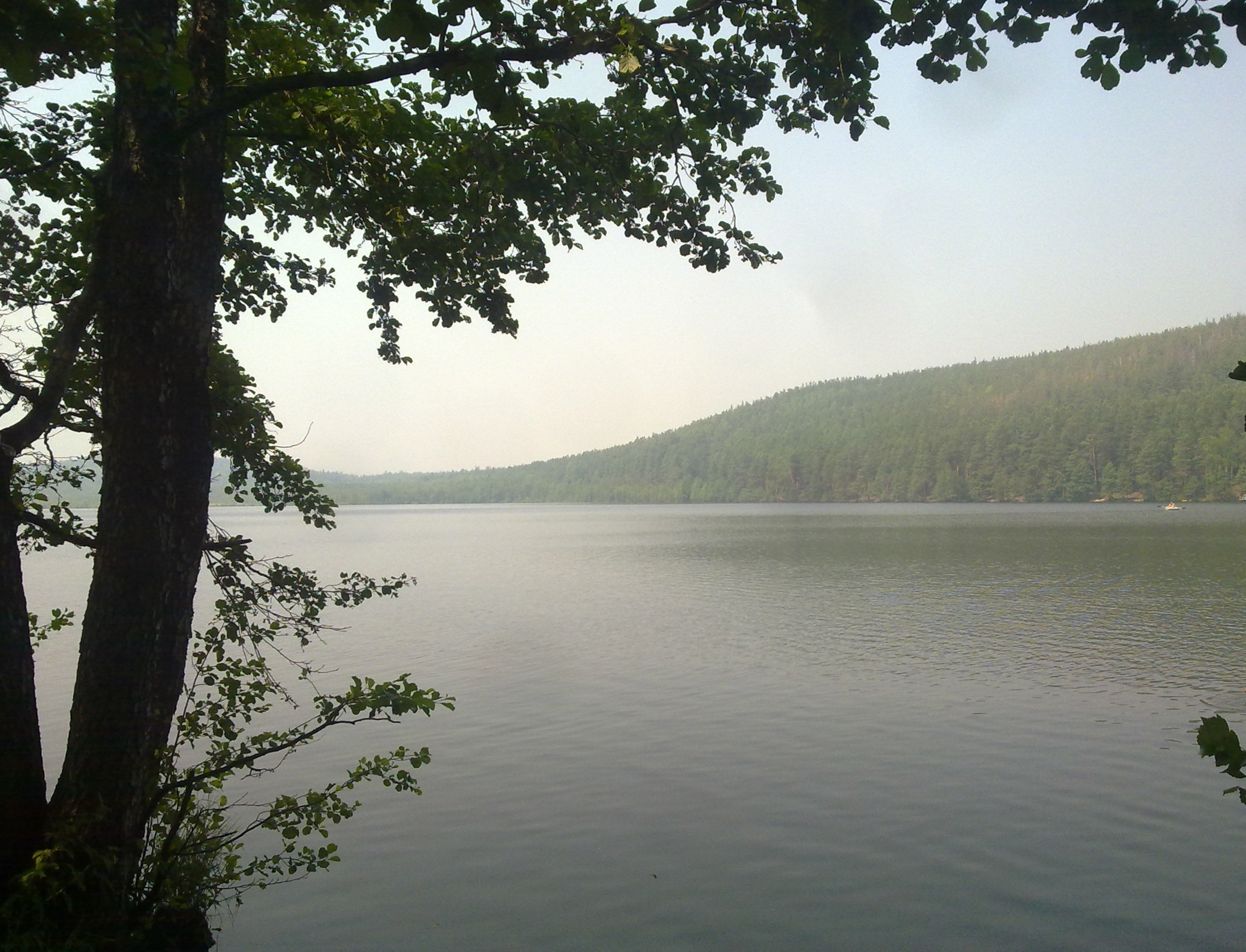
Озеро Песчаное и гора Пшеничная

## География
Гора Пшеничная расположена в муниципальном образовании «Город Екатеринбург», к востоку от главного уральского водораздела, в 1 километре к северу от озера Песчаное, в 5 километрах к северу от железнодорожной станции Северка Свердловской железной дороги. Гора высотой 427,1 метра. 

## Описание
Самая высокая из гор, окружающих со всех сторон озеро Песчаное, возвышается на северном берегу озера. Гора полностью покрыта смешанным лесом. На вершине горы есть большие живописные глыбовые скалы (каменные палатки), достигающие в высоту до 5 м, состоящие из гранита. Скалы имеют необычные, причудливые формы, напоминающие спящих животных типа носорога или бегемота.

## Природный памятник
Скальные выходы на вершине горы – это геоморфологический и ботанический природный памятник.